# Maciac
Massiac és un municipi francès, situat al departament de Cantal i a la regió d'Alvèrnia-Roine-Alps. Està agermanat amb el municipi de Faura.